# Tristano & Isotta (film 2006)
Tristano & Isotta (Tristan & Isolde) è un film del 2005 diretto da Kevin Reynolds, con James Franco e Sophia Myles. Il film è uscito nelle sale cinematografiche il 7 aprile 2006.
La storia si ispira al celebre mito di Tristano e Isotta.

## Trama
Alto medioevo, dopo la caduta dell'Impero romano d'Occidente. Un'alleanza di tribù britanniche guidata da Lord Marke tenta di opporsi agli attacchi dell'Irlanda. Durante un assalto a sorpresa, gli irlandesi compiono un massacro: in battaglia Lord Marke perde una mano per salvare il giovane orfano Tristano, che poi alleva come un figlio.
Contemporaneamente, in Irlanda, Isotta è una giovane bambina poco amata dal padre, il re Donnchadh. La madre della piccola è appena morta per malattia. A consolare la piccola resta solo la balia Brogne.
Molti anni dopo, Tristano, che nel frattempo è diventato un giovane e fiero cavaliere, partecipa ad una spedizione militare da lui stesso pianificata: in uno scontro uccide Morholt, rude combattente irlandese, ma viene gravemente ferito dall'arma avvelenata di questo. Credendolo morto, i suoi cari preparano i funerali e, una volta caricato su una piccola barca, la corrente lo conduce sulle coste dell'Irlanda, dove Isotta, promessa sposa di Morholt stesso, lo trova in fin di vita e lo cura di nascosto. Quando il ragazzo riprende i sensi, la principessa si presenta sotto falso nome, nascondendo la sua vera identità. Tra i due nasce un amore clandestino, che strazia i due giovani quando Tristano è costretto a fuggire dall'Irlanda, essendo lui l'assassino del brutale promesso sposo di Isotta. Tornato in Cornovaglia, è onorato come eroe redivivo, ma la sua mente continua a pensare all'amata.
Complottando per dividere e conquistare la Gran Bretagna, il re irlandese organizza un torneo aperto anche agli inglesi, offrendo come dono la mano della figlia in vista di una futura alleanza. Tristano, non sapendo la vera identità dell'amata, si propone al posto di Marke nel torneo indetto dal re nemico, con la promessa di vincere in premio una sposa e una regina che al suo fianco garantirà l'unione di tutte le tribù inglesi. Dopo aver vinto il torneo, scopre che la promessa sposa è proprio Isotta, ma mantiene la parola permettendo il matrimonio tra il suo re e la donna amata.
L'amore tra i due giovani non riesce a spegnersi di fronte ai sensi di colpa verso Marke, sposo buono e tradito, e verso loro stessi e la passione che li lega. Dopo alcuni incontri segreti, Tristano vuole porre fine alla loro relazione, ma i due vengono scoperti a causa di alcuni rivali di Marke. Questi, urtati dal tradimento, lo abbandonano promettendogli guerra. Il re, deluso e avvilito, dapprima imprigiona Tristano e Isotta, ma poi offre ad entrambi la possibilità di andarsene, dopo essere stato messo a conoscenza dalla ragazza del più lontano incontro con Tristano sulle coste irlandesi.
La guerra è alle porte del castello di Lord Marke. Tristano, nonostante la possibilità di fuga, resta accanto al suo re sino alla fine. Entrando da un tunnel segreto, difende Marke e i compagni con estremo coraggio. Viene però colpito e muore, per il regno, salvato proprio dalle sue ultime gesta eroiche, e l'onore, tra le braccia dell'amata, che poco dopo scompare.